# Буканір
Острови Буканір (англ. Buccaneer Archipelago) — архіпелаг біля узбережжя Західної Австралії недалеко від міста Дербі в окрузі Кімберлі. Найближчим населеним пунктом є місто Барді, що розташоване приблизно за 54 км (34 миль) від західного краю островної групи.
Архіпелаг займає площу понад 50 км². Знаходиться біля виходу затоки Кінг-Саунд. Складається з понад 800 островів, від затоки Кінг-Саунд і бухти Кольєр. Область характеризується величезними припливними хвилями, що сягають понад 12 м, які колись заважали промислу перлин, що діяв в районі в минулому столітті. Скелі островів мають вік понад 2 млрд років, як і навколишня берегова лінія. Самі острови були сформовані зовсім недавно в результаті підвищення рівня моря. Камені складаються з давніх докембрійських пісковиків. Острови, як правило, скелясті, багато з них з високими скелями. Острови знаходяться в майже незайманому стані в результаті їх ізоляції та складності доступу. Деякі острови мають рідкісні фрагменти дощового лісу, а деякі ділянки берегів вкриті мангровими деревами у районах накопичення мулу.
Корінним населенням архіпелагу є племена Явіджібая (Yawijibaya) та Унггарранггу (Unggarranggu), що складають групу Маяла (Mayala), хоча плем'я Барді має право займатися тут традиційним рибальством і виловом молюсків трохусів.
Архіпелаг був названий Філіпом Паркером Кінгом в 1820 році на честь англійського пірата (buccaneer) і капера Вільяма Дампіра, який наніс область на карту в 1688 році.
Розташовані в архіпелазі Буканір горизонтальні водоспади - дивовижна природна пам'ятка Австралії. Під час тривалих припливів потужні потоки води, проходячи крізь вузькі розколини гірських хребтів масиву Макларті (McLarty Range), створюють неймовірний ефект. Напрямок потоку змінюється кілька разів на день, в залежності від напрямку припливу. Падаючі з чотириметрової висоти тонни води спрямовуються крізь дві прибережних ущелини шириною десять і двадцять метрів, що розташовані за триста метрів один від одного. Різниця в рівнях потоків створює горизонтальні водоспади.

## Найбільші острови
| Острів                              | Площа    | Розташування           |
| ----------------------------------- | -------- | ---------------------- |
| Острів Адмірала (Західна Австралія) |          | 16°04′00″S 123°24′06″E |
| Батурст (Західна Австралія)         |          | 16°02′41″S 123°31′57″E |
| Острови Бедфорд                     |          | 16°09′29″S 123°20′11″E |
| Острів Бруен                        |          | 16°04′00″S 123°22′45″E |
| Острів Байрона (Західна Австралія)  |          | 16°09′45″S 123°26′55″E |
| Острів Каффарелі                    |          |                        |
| Острів Клефта (Західна Австралія)   |          | 16°02′16″S 123°21′01″E |
| Острів Какаду (Західна Австралія)   |          | 16°05′55″S 123°37′00″E |
| Острів Фразера (Західна Австралія)  |          | 16°03′28″S 123°21′51″E |
| Острів Гоат (Західна Австралія)     |          |                        |
| Острів Хідден                       | 19,7 км² | 16°13′32″S 123°28′03″E |
| Острів Ірвіна                       | 9 км²    | 16°04′35″S 123°32′14″E |
| Кінг Холл                           |          | 16°04′52″S 123°24′29″E |
| Кулан (острів)                      | 27,1 км² | 16°07′31″S 123°44′18″E |
| Лонг-Айленд (Західна Австралія)     | 11 км².  | 16°34′26″S 123°22′11″E |
| Longitude Island                    |          | 16°03′34″S 123°24′01″E |
| Поверфул (острів)                   |          | 16°05′57″S 123°25′50″E |
| Сандей (Кінг Саунд)                 | 13,3 км² | 16°24′25″S 123°11′13″E |